# 메테 프레데릭센
메테 프레데릭센(덴마크어: Mette Frederiksen, 1977년 11월 19일~)은 덴마크 사회민주당 소속 정치인이며 2019년부터 제52대 덴마크의 총리를 재임하고 있다.
2001년부터 덴마크 의회 의원을 지내고 있으며, 2011년부터 2014년까지 헬레 토르닝슈미트 前 총리하에서 고용부 장관을, 2014년부터 2015년까지 법무부 장관을 역임했다. 2015년 6월 28일 헬레 토르닝슈미트의 후임 사회민주당 대표로 선출되었다. 2019년 덴마크 총선거에서 야당인 사회민주당의 승리를 이끌었으며, 2019년 6월 27일에 마르그레테 2세 여왕의 허가와 함께 내각을 꾸렸으며, 헬레 토르닝슈미트 前 총리 이후 4년 만에 정권 교체를 이뤘다.

## 사건
- 2024년 6월 7일 유럽의회 선거 중에 코펜하겐 광장에서 피습을 당했다.[3]